# Arrière-ban
Pour les articles homonymes, voir Arrière.

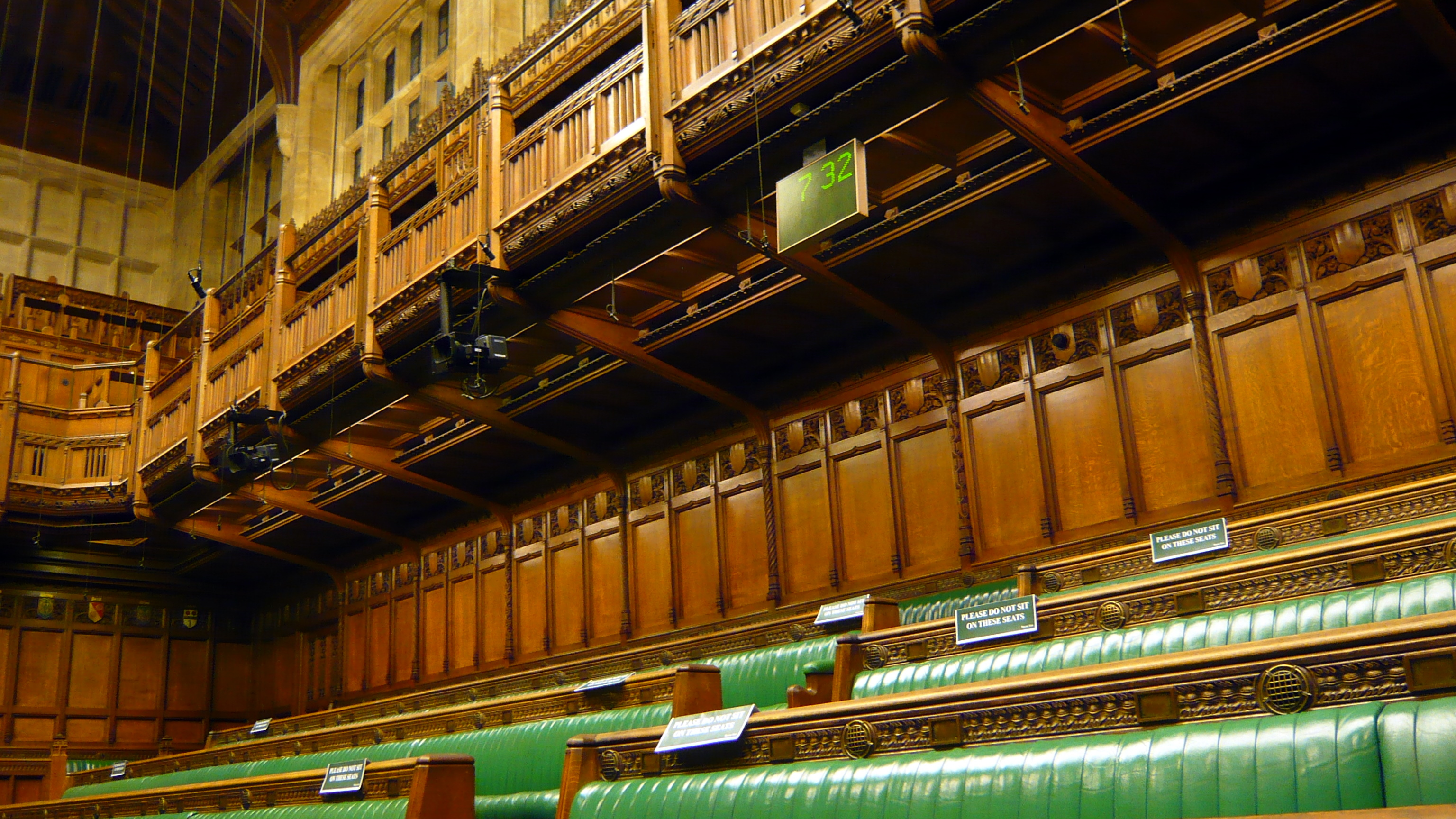
Sièges d'arrière-ban à la Chambre des Communes britannique (2007).

Dans les pays appliquant le système de Westminster, un parlementaire d'arrière-ban est un membre du Parlement qui n'est ni secrétaire d'État (s'il fait partie du parti du gouvernement) ni membre du cabinet fantôme (s'il fait partie de l'opposition), ni n'occupe une autre fonction parlementaire comme celles de whip ou de président d'un caucus. 
Le terme est souvent écrit fautivement « arrière-banc », par homophonie mais également parce que le terme anglais « backbencher » évoque le fait que ces parlementaires occupent les dernières banquettes lorsqu'ils siègent. À l'opposé, les parlementaires qui font partie des ministres ou du cabinet fantôme forment le frontbench (avant-ban) de leurs partis respectifs. 
Bien qu'ils n'aient pas reçu de fonctions particulières, les parlementaires d'arrière-ban participent aux comités parlementaires et aux autres activités de la chambre dont ils font partie. Selon les pays et les situations politiques, ils peuvent avoir plus ou moins d'influence sur la ligne de leur parti et du gouvernement. Ne dépendant pas du leader de leur parti pour leur position, ils sont souvent considérés comme plus libres vis-à-vis de la ligne de leur parti telle qu'appliquée par les whips.